# Pierre de Smrkovec
Le pierre de Smrkovec (en tchèque : Obětní kámen na Smrkovci) est un bloc erratique situé près de Branžež, dans le district de Mladá Boleslav, en République tchèque.

## Description
La pierre est située au sommet de la colline de Smrkovec (cs), à environ un kilomètre au nord-ouest de Branžež.
Il pourrait s'agir d'une pierre sacrificielle.